# Velké Hamry (stacja kolejowa)
Velké Hamry – stacja kolejowa w Velkych Hamrach, w kraju libereckim, w Czechach. Znajduje się na wysokości 420 m n.p.m.
Jest zarządzana przez Správę železnic. Na stacji nie ma możliwości zakupu biletów, a obsługa podróżnych odbywa się w pociągu.

## Linie kolejowe
- 035 Jaroměř - Liberec